# Долинский район (Кировоградская область)

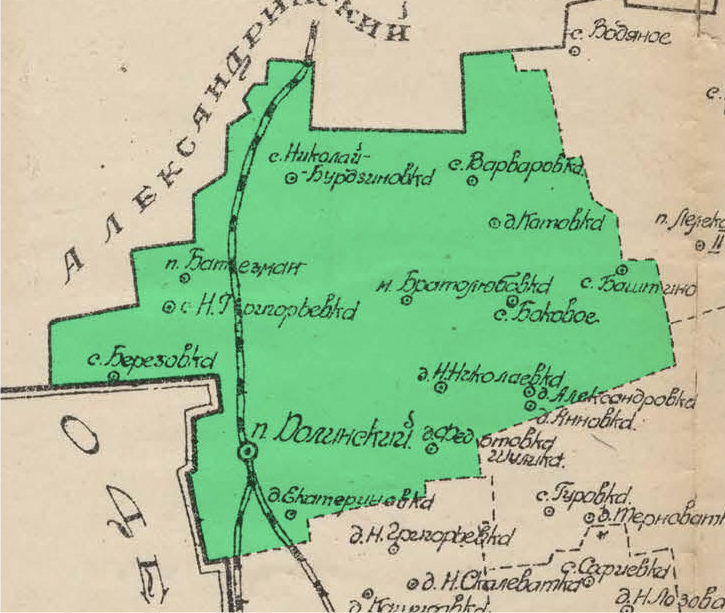
Долинский район в границах 1925 года

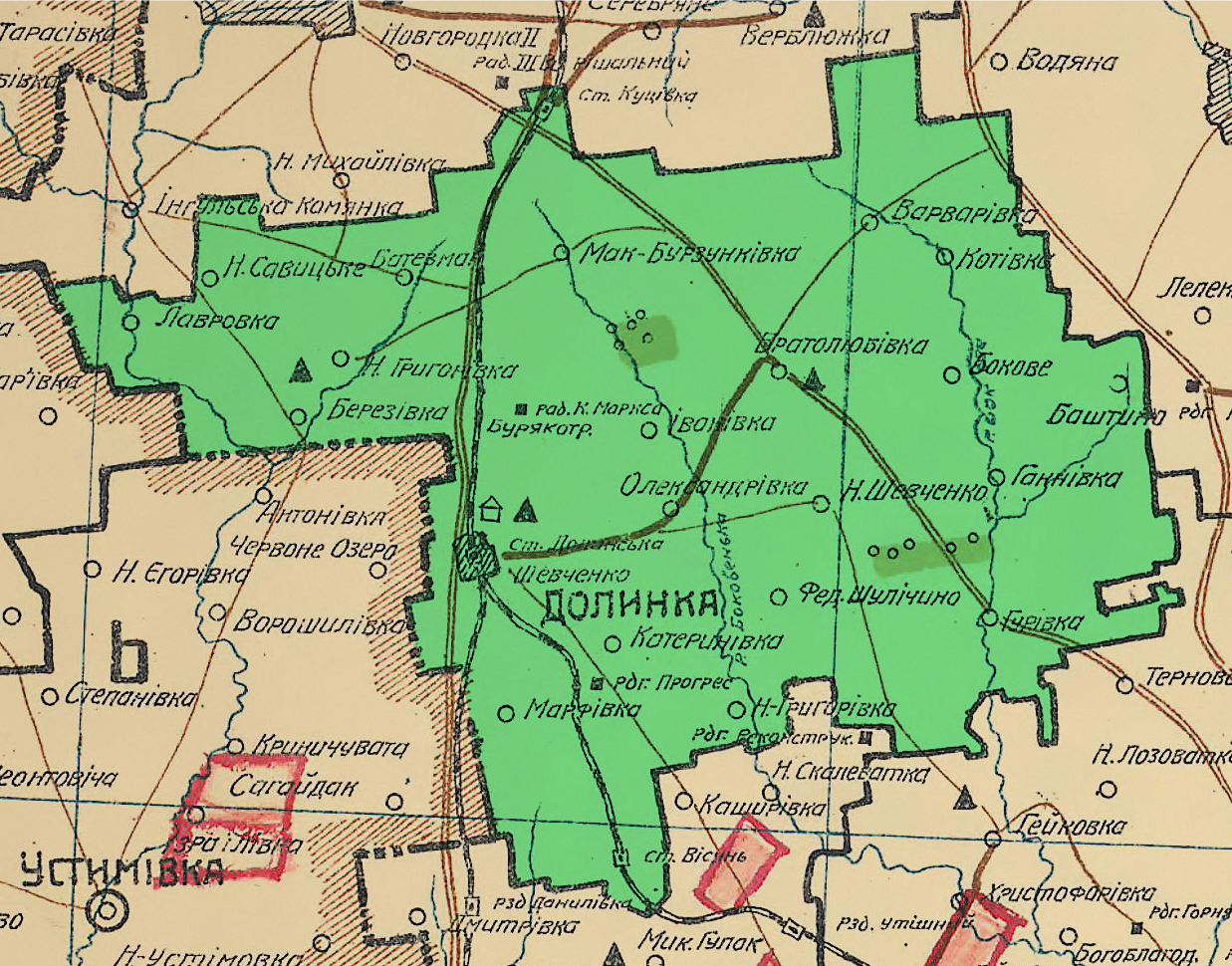
Долинский район в границах 1935 года

Доли́нский райо́н (укр. Долинський район) — упразднённая административная единица Кировоградской области Украины. Административный центр — город Долинская.

## История
Создан в 1923 году на территории бывших Боковской и Братолюбовской волостей Криворожского уезда и вошёл в состав Криворожского округа Екатеринославской губернии. Район получил имя по названию железнодорожной станции Долинская, располагавшейся в посёлке Шевченково, который стал районным центром. В 1926 году в состав района были включены часть территории расформированного Лозоватского района, а также Марфовский и Новогригоровский сельсоветы Казанковского района. В 1931 году к Долинскому району была присоединена вся оставшаяся территория Казанковского района, однако в 1935 году Казанковский район был восстановлен. В том же году Ингуло-Каменский сельсовет был передан из состава Долинского района в Новгородковский район.
В 1932 году район вошёл в состав новообразованной Днепропетровской области. Постановлением ЦИК СССР от 22 сентября 1937 года Долинский район из был переведён в состав Николаевской области Украинской ССР. Указом Президиума Верховного Совета СССР от 10 января 1939 года Долинский район включён в состав образованной этим же указом Кировоградской области в составе Украинской ССР.
В 1944 году районный центр получил название Долинская.
В 1962 году район был укрупнён за счёт присоединения частей упразднённых Новгородковского и Устиновского районов, однако уже в 1965—1966 годах эти районы были восстановлены.
В 1985 в районе построили Криворожский горно-обогатительный комбинат окисленных руд, в строительстве которого по программе кооперации стран СЭВ участвовали социалистические страны: ГДР, ЧССР, НРБ, СРР. 25 марта 1981 года совхоз им. Щорса Долинского района Кировоградской области был награждён орденом Трудового Красного Знамени.
17 июля 2020 года в результате административно-территориальной реформы район вошёл в состав Кропивницкого района. На его территории были сформированы Долинская городская и Гуровская сельская общины.

## Состав района
На момент упразднения в состав района входили следующие населённые пункты:
- Долинский городской совет:
  - Долинская
  - Степовое
- Молодёжненский поселковый совет:
  - Молодёжное
- Александровский сельский совет:
  - Александровка
  - Новомихайловка
  - Новошевченково
- Берёзовский сельский совет:
  - Антоновка
  - Берёзовка
- Богдановский сельский совет:
  - Богдановка
  - Братский Посад
  - Вишнёвое
  - Гордыновка
  - Згода
  - Катериновка
  - Марфовка
  - Новоданиловка
  - Очеретное
  - Славное
  - Фальково
- Боковский сельский совет:
  - Анновка
  - Боковое
- Братолюбовский сельский совет:
  - Братолюбовка
  - Дубровино
- Варваровский сельский совет:
  - Варваровка
  - Ситаево
- Василевский сельский совет:
  - Василевка
- Гуровский сельский совет:
  - Благодатное
  - Гуровка
- Ивановский сельский совет:
  - Весёлые Боковеньки
  - Зелёный Гай
  - Ивановка
  - Нагорное
  - Никифоровка
- Лавровский сельский совет:
  - Лавровка
- Маловодянский сельский совет:
  - Маловодяное
  - Писанка
  - Червоное Озеро
- Новогригоровский Первый сельский совет:
  - Новогригоровка Первая
  - Широкая Балка
- Новогригоровский Второй сельский совет:
  - Новогригоровка Вторая
- Новоалександровский сельский совет:
  - Новоалександровка
  - Фёдоро-Шуличино
- Першотравневый сельский совет:
  - Першотравневое
  - Мирное
- Пышненский сельский совет:
  - Пышное
  - Червоное
- Суходольский сельский совет:
  - Новосавицкое
  - Суходольское